# Piet Bron
Piet Bron (Den Haag, 12 mei 1882 - aldaar, 29 mei 1973) was een Nederlands acteur. 

## Levensloop
Bron debuteerde in 1904 na eerst de Toneelschool te hebben bezocht bij de Nederlandsche Tooneelvereeniging.
Samen met Louis Bouwmeester heeft Bron ook nog in Nederlands-Indië een tournee gemaakt van 1905-1907 en een paar jaar later nog een keer 1912-1914 maar toen samen met Louis de Vries. Bron speelde bij terugkomst in Nederland bij het Vereenigd Rotterdamsch-Hofstad Tooneel. In zijn gehele carrière heeft Bron zo'n 500 rollen gespeeld, onder andere in "Merijntje Gijzen's jeugd" dat ook op de tv is uitgezonden. In 1954 nam Piet Bron afscheid van het toneel.

## Films
- Nul uur Nul (1927)
- Klassenstrijd (1928)
- Merijntje Gijzen's jeugd (1936) als Goort Perdams
- De drie wenschen (1937) als Fortini
- Boefje (1939) als Vader Grovers
- Drie weken huisknecht (1944) als Gerrit Bolhuis
- Niet tevergeefs (1948)
- De dijk is dicht (1950)
- Rechter Thomas (1953) als rechter Thomas

- Gemeinsame Normdatei: 1061842053
- International Standard Name Identifier: 0000 0003 9584 6000
- Nederlandse Thesaurus van Auteursnamen: 317789511
- Virtual International Authority File: 290688792
- WorldCat: E39PBJjmX8h3PJ3xbfJqytWv73